# Стате
Стате (итал. Statte) је насеље у Италији у округу Таранто, региону Апулија.
Према процени из 2011. у насељу је живело 13867 становника. Насеље се налази на надморској висини од 55 м.

## Становништво
Према резултатима пописа становништва 2011. у општини је живело 14.194 становника.
| 2001.  | 2011.  |
| ------ | ------ |
| 14.585 | 14.194 |